# کیک بولا
کیک بولا (انگلیسی: Bulla cake) یا بولا، نوعی کیک جامائیکایی است که با ملاس، زنجبیل و جوز هندی تهیه می‌شود. بولا نوعی کیک دایره‌ای شکل و صاف است. معمولاً این خوراک با پنیر، کره و آووکادو خورده می‌شود.
این خوراک سنتی جامائیکا است و همواره به عنوان نمادی برای توسعه یافتن این کشور جزیره‌ای بوده‌است.